# São Francisco de Itabapoana
São Francisco de Itabapoana – miasto i gmina w Brazylii, w stanie Rio de Janeiro. Znajduje się w mezoregionie Norte Fluminense i mikroregionie Campos dos Goytacazes.